# Louise Cardoso
Pour les articles homonymes, voir Cardoso.
Louise Cardoso, née le 17 avril 1952 à Rio de Janeiro, est une actrice brésilienne de cinéma et de théâtre.

## Filmographie
- Passions mortelles (Insensato Coração) (2011) TV : Sueli Alboim
- Muita Calma Nessa Hora (2010) : la mère d'Aninha
- Jamais sans toi (Do Começo ao Fim) (2009) : Rosa
- Tempos de Paz (2009) : Clarissa
- Malhação (2009) TV : Filomena Fontes
- Você Está Aqui (2008) TV : Estela
- Faça Sua História (2008) TV : Verônica
- Corpo (2007)
- Le Roman de la vie (Páginas da vida) (2006-2007) TV : Diana
- 1972 (2006) : Dona Iracy
- Irma Vap - O Retorno (2006)
- JK (pt) (2006) TV : Dona Luisinha jeune
- A Grande Família (2002-2005) TV : Vilma / Beatriz
- Gaijin - Ama-me Como Sou (2005) : Sofia Salinas
- Como uma Onda (2004-2005) TV : Idalina
- Sob Nova Direção (2004) TV : Dra. Tânia
- A Diarista (2004) TV : Vera Palheta
- Apolônio Brasil, Campeão da Alegria (2003) : Milu
- Viva Sapato! (2003)
- O Ovo (2003)
- Copacabana (2001) : Salma jeune
- Porto dos Milagres (2001) TV : Maria Leontina
- Força de um Desejo (1999) TV : Guiomar
- Miramar (1999) : la mère
- Você Decide (1993-1998) TV
- For All - O Trampolim da Vitória (1997)
- Zazá (1997) TV : Mercedes Hildalgo
- Quem Matou Pixote? (1996)
- Cara e Coroa (1995-1996) TV : Laurinha
- A Comédia da Vida Privada (1995) TV
- Engraçadinha... Seus Amores e Seus Pecados (1995) TV
- Deus Nos Acuda (1992) TV : Gilda
- Helena (Felicidade) (1991) TV : Madalena
- Matou a Família e Foi ao Cinema (1991) : Renata
- Mico Preto (1990) TV : Cláudia
- O Escurinho do Cinema (1989) : Vera Lúcia
- Sonhos de Menina Moça (1988)
- O Primo Basílio (1988) TV : Joana
- TV Pirata (1988) TV
- Leila Diniz (1987) : Leila Diniz
- Por dúvida das vias (1987)
- Cambalacho (1986) TV : Daniela
- Baixo Gávea (1986)
- Bar Esperança (1985) : Nina
- Tenda dos Milagres (1985) TV : Augusta
- Le Temps et le Vent (O Tempo e o Vento) (1985) TV : Bibiana jeune
- Urubus e Papagaios (1985)
- Viver a Vida (1984) TV : Marly
- Champagne (1983) TV : Anita
- A Próxima Vítima (1983)
- Cabaret Mineiro (1982)
- O Sonho Não Acabou (1982) : Carol
- Os vagabundos Trapalhões (1982)
- Os Trapalhões na Serra Pelada (1982)
- Viva o Gordo (1981) TV
- Parceiros da Aventura (1980) : la mère de Lucinha
- Les Chemins de la liberté (Gaijin - Os Caminhos da Liberdade) (1980) : Angelina
- Marrom-Glacê (1979) TV : Vânia
- O Coronel e o Lobisomem (1979)
- Teu Tua (1979)
- Ciranda, Cirandinha (1978) TV : Tetê
- Gina (1978) TV : Helena
- Se Segura, Malandro! (1978) : Laurinha
- O Seminarista (1977) : Margarida
- Gente Fina É Outra Coisa (1977)
- Marcados para Viver (1976)